# Englisch-italienische Pokalwettbewerbe
Englisch-italienische Pokalwettbewerbe fanden ab 1970 mit Unterbrechung bis 1996 zwischen englischen und italienischen Fußballvereinen statt. Dazu zählten vor allem der englisch-italienische Pokal (engl. „Anglo-Italian Cup“, ital. „Torneo Anglo-Italiano“) und der englisch-italienische Ligapokal (engl. „Anglo-Italian League Cup“, ital. „Coppa di Lega Italo-Inglese“).

## Geschichte

### Englisch-italienischer Pokal
Anlass zu diesem Wettbewerb war der Ligapokalgewinn des englischen Vereins Swindon Town im Jahre 1969, wonach der europäische Fußballverband UEFA dem Klub jedoch aufgrund seiner Zugehörigkeit zu der nur drittklassigen Third Division die Teilnahme an dem europäischen Messestädte-Pokal verweigerte. Das Turnier wurde zunächst auf je sechs englische und italienische Mannschaften festgelegt, deren Teilnehmer nicht der jeweils obersten heimischen Liga angehörten. Die Erstauflage sollte schließlich sogar Swindon Town für sich entscheiden und der Klub besiegte – nach dem Erfolg im Anglo-Italian League Cup im Jahr zuvor – im Endspiel den SSC Neapel mit 3:0. Dabei musste das Finale vor 55.000 Zuschauern in Neapel nach 79 Minuten vorzeitig abgebrochen werden, da zahlreiche heimische Anhänger den Platz gestürmt hatten.
Nachdem 1973 Newcastle United den Wettbewerb in seiner vierten Auflage gewinnen konnte, wurde der Anglo-Italian League Cup zunächst einmal für beendet erklärt, bis dieser dann 1975 neu aufgelegt wurde. Bis 1987 traten nun semiprofessionelle Mannschaften beider Länder gegeneinander an, wobei letztlich die italienischen Serie-C-Klubs deutlich gegenüber ihren zumeist unterklassigeren englischen Kontrahenten dominierten. Während dieser Zeit wechselte der Wettbewerb häufig seinen offiziellen Namen und erhielt nach dem jeweiligen Sponsoren nacheinander die Bezeichnungen „Alitalia Challenge Cup“, „Talbot Challenge Cup“ und „Gigi Peronace Memorial“.
Eine erneute Wiederbelebung erfolgte 1992, als sogar wieder zweitklassige englische und italienische Profiklubs teilnahmen. Das in England als Nachfolger für den Full Members Cup geplante Turnier sollte jedoch nur vier Spielzeiten überdauern. Als maßgeblicher Grund für das endgültige Aus des Wettbewerbs im Jahre 1996 war der nur sehr geringe Stellenwert in beiden Ländern zu nennen, aber auch die zunehmende Gewaltbereitschaft zwischen den Anhängern der Vereine in diesem in der Öffentlichkeit nur wenig beachteten Turnier.

### Englisch-italienischer Ligapokal
Gleichzeitig mit dem ähnlichen klingenden Wettbewerb Anglo-Italian Cup wurde der Anglo-Italian League Cup im Jahre 1969 ins Leben gerufen. Im Gegensatz zu seinem „Namensvetter“ trafen im Anglo-Italian League Cup nur der englische Ligapokalsieger und der italienische Coppa-Italia-Gewinner in Hin- und Rückspiel aufeinander. Nach nur drei Runden wurde der Wettbewerb wieder beendet, aber im Jahre 1975 erfuhr er eine Wiederbelebung, in der der Coppa-Italia-Sieger nun gegen den FA-Cup-Gewinner agierte. Das Duell zwischen dem FC Southampton und dem SSC Neapel war 1976 das letzte Aufeinandertreffen.

## Die Endspiele im Überblick

### Englisch-italienischer Pokal
| Jahr    | Sieger                | Ergebnis  | Finalist              |
| ------- | --------------------- | --------- | --------------------- |
| 1970    | Swindon Town          | 3:0       | SSC Neapel            |
| 1971    | FC Blackpool          | 2:1 n. V. | FC Bologna            |
| 1972    | AS Rom                | 3:1       | FC Blackpool          |
| 1973    | Newcastle United      | 2:1       | AC Florenz            |
| 1976    | AC Monza              | 1:0       | FC Wimbledon          |
| 1977    | Calcio Lecco          | 3:0       | Bath City             |
| 1978    | Udinese Calcio        | 5:0       | Bath City             |
| 1979    | Sutton United         | 2:1       | Calcio Chieti         |
| 1980    | US Triestina          | 5:4 n. E. | Sutton United         |
| 1981    | FC Modena             | 4:1       | Poole United          |
| 1982    | FC Modena             | 1:0       | Sutton United         |
| 1983    | Cosenza Calcio 1914   | 2:0       | Calcio Padova         |
| 1984    | AS Francavilla        | 2:0       | Teramo Calcio         |
| 1985    | US Città di Pontedera | 2:1       | US Livorno 1915       |
| 1986    | Piacenza Calcio       | 5:1       | US Città di Pontedera |
| 1992/93 | US Cremonese          | 3:1       | Derby County          |
| 1993/94 | Brescia Calcio        | 1:0       | Notts County          |
| 1994/95 | Notts County          | 2:1       | Ascoli Calcio         |
| 1995/96 | CFC Genua             | 5:2       | Port Vale             |

### Anglo-Italian Semiprofessional Cup
| Jahr | Sieger            | Ergebnis | Finalist       |
| ---- | ----------------- | -------- | -------------- |
| 1975 | Wycombe Wanderers | 2:1      | AC Monza       |
| 1976 | US Lecce          | 4:1      | FC Scarborough |

### Englisch-italienischer Ligapokal
| Jahr | Finalpaarung (Sieger fettgedruckt) | Finalpaarung (Sieger fettgedruckt) | Finalpaarung (Sieger fettgedruckt) |
| Jahr |                                    | Ergebnisse                         |                                    |
| ---- | ---------------------------------- | ---------------------------------- | ---------------------------------- |
| 1969 | AS Rom                             | 2:1 / 0:4                          | Swindon Town                       |
| 1970 | FC Bologna                         | 1:0 / 2:2                          | Manchester City                    |
| 1971 | AC Turin                           | 0:1 / 0:2                          | Tottenham Hotspur                  |
| 1975 | AC Florenz                         | 1:0 / 1:0                          | West Ham United                    |
| 1976 | FC Southampton                     | 1:0 / 0:4                          | SSC Neapel                         |